# Grafisk tidsaxel över stormaktstiden
Detta är en grafisk tidsaxel över den period i Sveriges historia, som är känd som stormaktstiden, det vill säga från Gustav II Adolfs trontillträde 1611 till Karl XII:s död 1718.